# Mycoplasma laboratorium
Mycoplasma laboratorium es el nombre que se aplicó a una bacteria generada de manera parcialmente sintética. En un principio Mycoplasma laboratorium derivada del código genético del Mycoplasma genitalium. Este proyecto de biología sintética comenzó a llevarse a cabo en el Instituto J. Craig Venter por un grupo de aproximadamente 20 científicos liderados por el premio Nobel Hamilton Smith, incluyendo al investigador Craig Venter y el microbiólogo Clyde A. Hutchison III.
El equipo comenzó con el genoma de la bacteria Mycoplasma genitalium, un parásito intracelular obligado cuyo genoma consta de 482 genes formados por 580.000 pares de bases, dispuestos en un cromosoma circular. De forma sistemática, eliminaron genes hasta encontrar un grupo mínimo de 382 genes que pudiese mantener la vida. Este proyecto se conoció también como Minimal Genome Project (Proyecto del Genoma Mínimo).
El equipo pretendía sintetizar secuencias de ADN cromosómico correspondientes a estos 382 genes. Una vez que se hubiese sintetizado una versión del cromosoma de 382 genes, se trasplantaría a una célula de la especie M. genitalium para crear M. laboratorium.
Se esperaba que la bacteria M. laboratorium resultante fuese capaz de autorreplicarse con su ADN artificial, convirtiéndose así en el organismo más sintético hasta la fecha, aunque la maquinaria molecular y el entorno químico que permitiesen la replicación no fuesen sintéticos.

## Breve historia del proyecto
En 2003, el equipo encontró un método rápido para sintetizar un genoma partiendo desde cero, con el que produjeron el genoma de 5.386 bases del bacteriófago Phi-X174 en alrededor de dos semanas. No obstante, el genoma de M. laboratorium era alrededor de 50 veces mayor.
En 2006, el Instituto J. Craig Venter patentó el genoma de Mycoplasma laboratorium (el «mínimo genoma bacteriano») en Estados Unidos e internacionalmente. Esta extensión del dominio de las patentes biológicas está siendo cuestionada por el organismo de control Action Group on Erosion, Technology and Concentration (Grupo de Acción sobre la Erosión, la Tecnología y la Concentración). Un año más tade, en junio de 2007, encontraron el proceso para trasplantar un genoma (no sintético) de una especie de Mycoplasma a otra.
| Nombre de la especie                         | N.º de genes | Tamaño (Mbp) |
| -------------------------------------------- | ------------ | ------------ |
| Candidatus Hodgkinia cicadicola Dsem         | 169          | 0.14         |
| Candidatus Carsonella ruddii PV              | 182          | 0.16         |
| Candidatus Sulcia muelleri GWSS              | 227          | 0.25         |
| Candidatus Sulcia muelleri SMDSEM            | 242          | 0.28         |
| Buchnera aphidicola str. Cinara cedri        | 357          | 0.4261       |
| Mycoplasma genitalium G37                    | 475          | 0.58         |
| Candidatus Phytoplasma Mali                  | 479          | 0.6          |
| Buchnera aphidicola str. Baizongia pistaciae | 504          | 0.6224       |
| Nanoarchaeum equitans Kin4-M                 | 540          | 0.49         |

En enero de 2008, el equipo informó de haber sintetizado el cromosoma de 580.000 pares de bases de M. genitalium, con pequeñas modificaciones que lo convirtiesen en no infeccioso y que lo hiciesen distinguible del tipo salvaje. Dieron a este genoma el nombre de Mycoplasma genitalium JCVI-1.0.
El 21 de mayo de 2010 informaron a través de la revista Science de haber sido capaces de sintetizar el genoma de 1,08 millones de pares de bases de Mycoplasma mycoides JCVI-syn1.0 partiendo de la información digitalizada de la secuencia genómica y de posteriormente haberlo trasplantado a una célula recipiente de la especie Mycoplasma capricolum; el nuevo genoma a continuación tomó el control de la célula (totalmente desprovista de ADN no sintético) y el nuevo organismo se multiplicó. En 2016, el mismo grupo de investigación, liderado por Clyde Hutchison, logró sintetizar el genoma bacteriano con la mínima expresión de genes posible, sólo 473 genes. Esta nueva versión de célula mínima es conocida como JCVI-syn3.0.
Venter espera sintetizar bacterias capaces de fabricar el hidrógeno y los biocarburantes, así como de absorber el dióxido de carbono y otros gases de efecto invernadero. George Church, otro pionero en la biología sintética, sostiene que Escherichia coli es un organismo más eficiente que M. genitalium y que crear un genoma totalmente sintético no es necesario, además de demasiado costoso para tales propósitos; señala que los genes sintéticos ya han sido incorporados a E. coli para llevar a cabo algunas de las tareas anteriormente citadas.